# Saint-Pierre-de-Varengeville
Saint-Pierre-de-Varengeville est une commune française située dans le département de la Seine-Maritime en région Normandie.

## Géographie

### Localisation
La commune fait partie de la Métropole Rouen Normandie.

### Communes limitrophes
| Saint-Paër | Villers-Écalles              | Barentin   |
|            | Saint-Pierre-de-Varengeville | Roumare    |
| Duclair    | Berville-sur-Seine           | Hénouville |

### Géologie et relief
Une roche dénommée « la Chaise de Gargantua » domine la Seine près du hameau de la Fontaine.

### Hydrographie
La commune est située dans le bassin Seine-Normandie. Elle est drainée par la Seine et l'Austreberthe,.
La Seine, qui prend sa source à Source-Seine, en Côte-d'Or, sur le plateau de Langres, traverse le département avec de larges méandres sur son flanc sud et se jette dans la Manche entre Le Havre et Honfleur. 
L'Austreberthe, d'une longueur de 18 km, prend sa source dans la commune de Sainte-Austreberthe et se jette  dans la Seine à Duclair, après avoir traversé sept communes. Les caractéristiques hydrologiques de l'Austreberthe sont données par la station hydrologique située sur la commune de Saint-Paër. Le débit moyen mensuel est de 1,73 m3/s. Le débit moyen journalier maximum est de 11,4 m3/s, atteint lors de la crue du 26 décembre 1999. Le débit instantané maximal est quant à lui de 18,7 m3/s, atteint le 11 mai 2000.

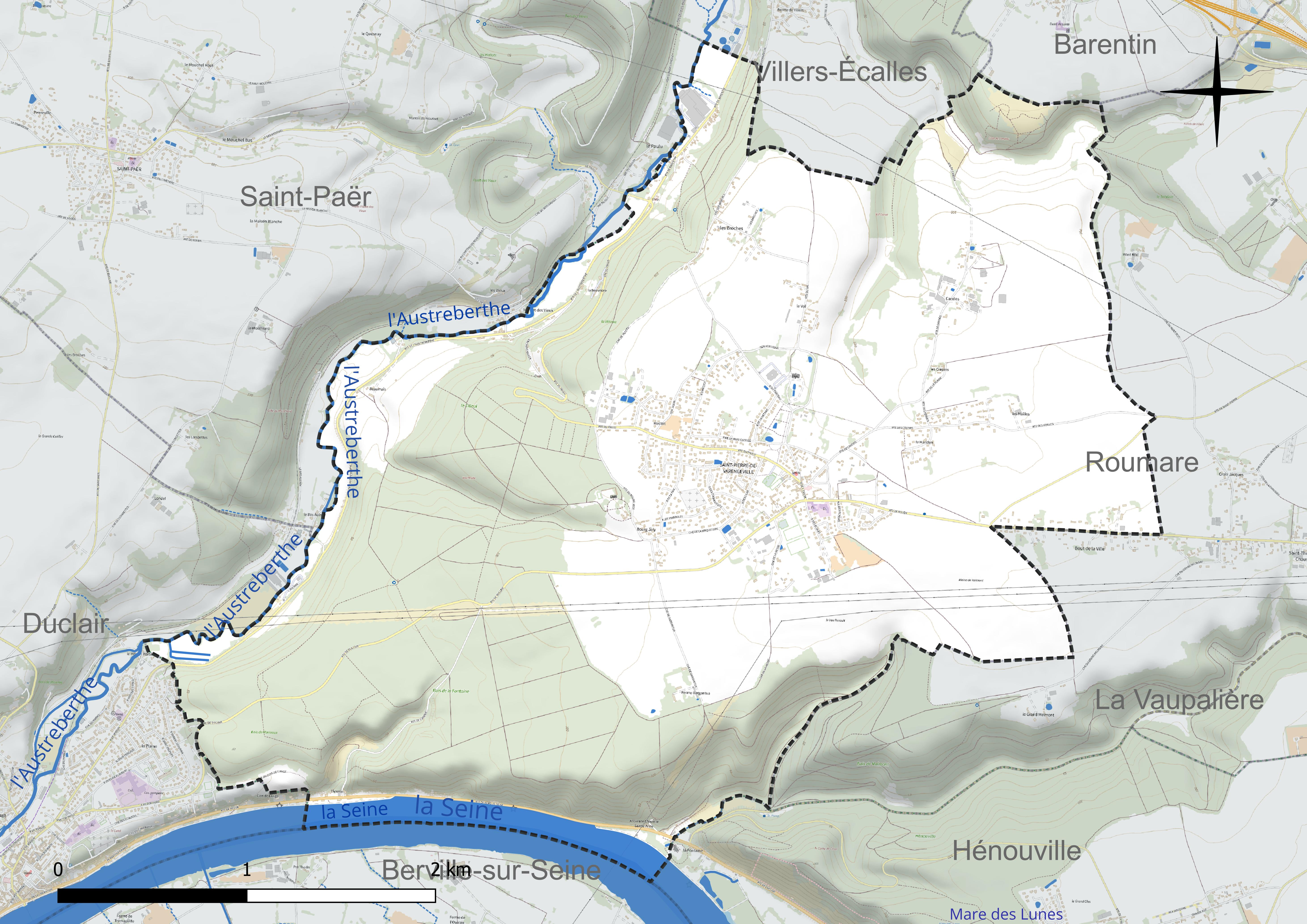
Réseau hydrographique de Saint-Pierre-de-Varengeville.

### Climat
Pour des articles plus généraux, voir Climat de la Normandie et Climat de la Seine-Maritime.
En 2010, le climat de la commune est de type climat océanique altéré, selon une étude du CNRS s'appuyant sur une série de données couvrant la période 1971-2000. En 2020, Météo-France publie une typologie des climats de la France métropolitaine dans laquelle la commune est exposée à un climat océanique et est dans la région climatique Côtes de la Manche orientale, caractérisée par un faible ensoleillement (1 550 h/an) ; forte humidité de l’air (plus de 20 h/jour avec humidité relative > 80 % en hiver), vents forts fréquents. Parallèlement le GIEC normand, un groupe régional d’experts sur le climat, différencie quant à lui, dans une étude de 2020, trois grands types de climats pour la région Normandie, nuancés à une échelle plus fine par les facteurs géographiques locaux. La commune est, selon ce zonage, exposée à un « climat contrasté des collines », correspondant au Pays d’Auge, Lieuvin et Roumois, moins directement soumis aux flux océaniques et connaissant toutefois des précipitations assez marquées en raison des reliefs collinaires qui favorisent leur formation.
Pour la période 1971-2000, la température annuelle moyenne est de 10,3 °C, avec une amplitude thermique annuelle de 13,4 °C. Le cumul annuel moyen de précipitations est de 862 mm, avec 12,8 jours de précipitations en janvier et 8,6 jours en juillet. Pour la période 1991-2020, la température moyenne annuelle observée sur la station météorologique la plus proche, située sur la commune de Jumièges à 11 km à vol d'oiseau, est de 12,2 °C et le cumul annuel moyen de précipitations est de 843,5 mm,. Pour l'avenir, les paramètres climatiques de la commune estimés pour 2050 selon différents scénarios d’émission de gaz à effet de serre sont consultables sur un site dédié publié par Météo-France en novembre 2022.

## Urbanisme

### Typologie
Au 1er janvier 2024, Saint-Pierre-de-Varengeville est catégorisée bourg rural, selon la nouvelle grille communale de densité à sept niveaux définie par l'Insee en 2022.
Elle est située hors unité urbaine. Par ailleurs la commune fait partie de l'aire d'attraction de Rouen, dont elle est une commune de la couronne,. Cette aire, qui regroupe 317 communes, est catégorisée dans les aires de 200 000 à moins de 700 000 habitants,.

### Occupation des sols
L'occupation des sols de la commune, telle qu'elle ressort de la base de données européenne d’occupation biophysique des sols Corine Land Cover (CLC), est marquée par l'importance des territoires agricoles (45,9 % en 2018), en diminution par rapport à 1990 (48,6 %). La répartition détaillée en 2018 est la suivante : 
forêts (36,8 %), terres arables (36,4 %), zones urbanisées (10,6 %), prairies (9,5 %), milieux à végétation arbustive et/ou herbacée (3,6 %), eaux continentales (1,9 %), zones industrielles ou commerciales et réseaux de communication (1,2 %). L'évolution de l’occupation des sols de la commune et de ses infrastructures peut être observée sur les différentes représentations cartographiques du territoire : la carte de Cassini (XVIIIe siècle), la carte d'état-major (1820-1866) et les cartes ou photos aériennes de l'IGN pour la période actuelle (1950 à aujourd'hui).

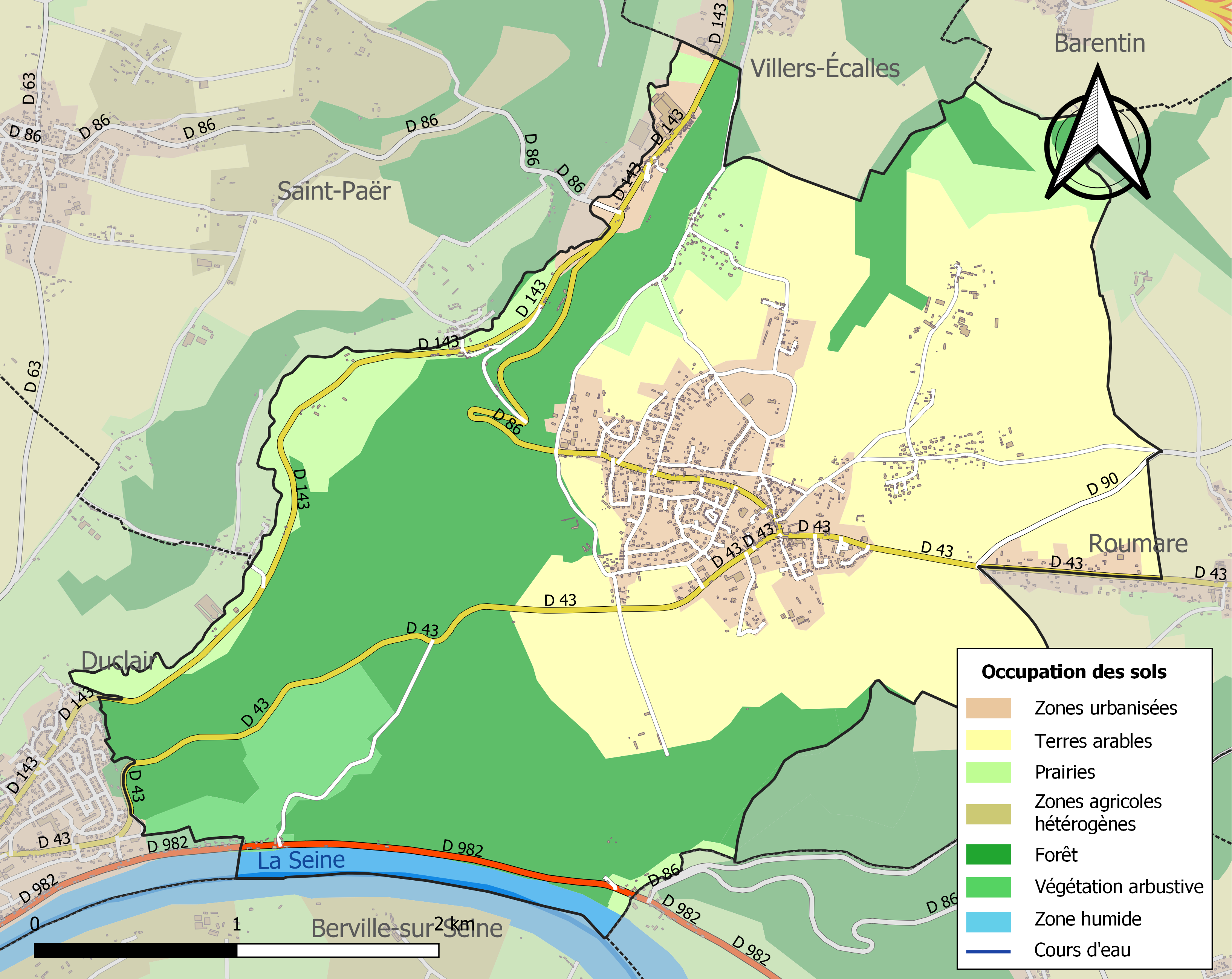
Carte des infrastructures et de l'occupation des sols de la commune en 2018 (CLC).

### Voies de communication et transports
Les ponts les plus proches permettant de traverser la Seine sont le pont de Brotonne à Rives-en-Seine et le pont Gustave-Flaubert à Rouen. Les bacs les plus proches sont ceux de Duclair et de Yainville.
Les gares SNCF les plus proches sont celles de Barentin (8,5 km) et Rouen-Rive-Droite (16 km).
La commune est desservie par la ligne d'autocar   26  (Salle des Fêtes (Saint-Pierre-de-Varengeville) — Mont-Riboudet Kindarena (Rouen)) du réseau Astuce.

## Toponymie
Le nom de la localité est attesté sous les formes Warengiervillam au XIIe siècle, Ecclesiam sancte Marie de Warengervilla et in ecclesia sancti Petri en 1156, Sancta Maria de Warengervilla et Sanctus Petrus de Varengervilla en 1337, Saint Pierre de Varengeville en 1405 (Archives de Seine-Maritime G. 20-21).
L’hagionyme, Saint-Pierre, fait référence à Pierre (apôtre).
Il s'agit d'une formation toponymique médiévale en -ville au sens ancien de « domaine rural », puis  « village » (mot issu du gallo-roman VILLA) et précédé comme c'est le plus souvent le cas, d'un anthroponyme d'origine germanique (ou anglo-scandinave en Normandie). Il s'agit ici manifestement du nom de personne francique Warengarius (comprendre Warengar), encore attesté comme patronyme en Seine-Maritime sous la forme Varanger et dans la Sarthe, notamment sous les formes Guéranger et Garanger.
Remarque : il n'est pas sûr que Varengeville-sur-Mer (Seine-Maritime, Waringivilla en 1035, Ware[n]gervilla au XIIe siècle) contienne un nom de personne semblable.

## Histoire
On a trouvé un marteau de Thor sur le territoire de la commune. Il n'est probablement pas à mettre en rapport avec les raids vikings du IXe siècle, mais bien plutôt à l'établissement de colons anglo-scandinaves dans la région à partir du Xe siècle. En effet, Jens Christian Moesgaard, conservateur au musée national du Danemark estime que les marteaux de Thor sont plus nombreux à partir de la seconde moitié du Xe siècle, dans les derniers temps du paganisme, sans doute en réaction au développement du christianisme. La toponyme Hectot est l'indice d'une implantation nordique sur le territoire de la commune (cf. les nombreux Ectot, ex. : Ectot-l'Auber, la Haye-d'Ectot, etc.), car il remonte au vieux norrois Eski-topt « ferme du frêne ». Yggdrasil, l'arbre-monde de la mythologie scandinave, est généralement un frêne.
En 1823, Saint-Pierre-de-Varengeville absorbe Notre-Dame-de-Varengeville.
En 1871, la commune est occupée par l'armée prussienne
Le camp américain « Twenty Grand » y est établi de 1944 à 1946.
La mairie est inaugurée le 29 mars 1925.

## Politique et administration
| Période                                  | Période                    | Identité            | Étiquette                  | Qualité |
| ---------------------------------------- | -------------------------- | ------------------- | -------------------------- | --- |
| Les données manquantes sont à compléter. |                            |                     |                            | |
| 1848                                     | 1868                       | Amand Étienne       |                            | Négociant |
| 1872                                     | 1874                       | Jean-Baptiste Séhet |                            | |
| 1874                                     | 1874                       | Thimothée Le Baron  |                            | |
| 1874                                     | 1904                       | Jean-Baptiste Séhet |                            | |
| 1904                                     | 1908                       | Charles Pigache     |                            | |
| 1908                                     | 1912                       | Léon Mannig         |                            | |
| 1912                                     | 1919                       | Charles Pigache     | Républicains progressistes | |
| 1919                                     | 1922                       | René Dieusy         |                            | |
| 1922                                     | 1925                       | Charles Pigache     |                            | Entrepreneur de maçonnerie |
| 1925                                     | 1933                       | Alexandre Pigache   |                            | |
| 1933                                     | 1935                       | Élie Poret          |                            | |
| 1935                                     | 1945                       | Louis Robin         |                            | |
| 1945                                     | 1947                       | Raymond Faudeux     |                            | |
| 1947                                     | 1955                       | Émile Hardy         |                            | |
| 1955                                     | 1966                       | Maurice Métais      |                            | |
| 1966                                     | mars 1983                  | Georges Siméon      |                            | Boucher |
| mars 1983                                | mars 2008                  | Bernard Léger,      | PS                         | Ancien tourneur-outilleur Conseiller général de Duclair (1992 → 2011) Président de la CC Seine-Austreberthe (1998 → ? ) Président du syndicat mixte de la base de loisirs de Jumièges[Quand ?] Président du SDIS de la Seine-Maritime[Quand ?] |
| mars 2008                                | mai 2020                   | Pierrette Canu      | PS                         | Secrétaire médicale Conseillère générale de Duclair (2011 → 2015) Conseillère départementale de Barentin (2015 → ) Vice-présidente de Métropole Rouen Normandie (2015 → 2020)                                                                  |
| mai 2020,                                | En cours (au 10 août 2020) | Jean-Michel Mauger  |                            | Conducteur de travaux à l’université de Rouen |

## Population et société

### Démographie
L'évolution du nombre d'habitants est connue à travers les recensements de la population effectués dans la commune depuis 1793. Pour les communes de moins de 10 000 habitants, une enquête de recensement portant sur toute la population est réalisée tous les cinq ans, les populations de référence des années intermédiaires étant quant à elles estimées par interpolation ou extrapolation. Pour la commune, le premier recensement exhaustif entrant dans le cadre du nouveau dispositif a été réalisé en 2005.

En 2022, la commune comptait 2 301 habitants, en évolution de −1,46 % par rapport à 2016 (Seine-Maritime : +0,35 %, France hors Mayotte : +2,11 %).
| 1793 | 1800 | 1806 | 1821 | 1831  | 1836  | 1841  | 1846  | 1851  |
| ---- | ---- | ---- | ---- | ----- | ----- | ----- | ----- | ----- |
| 700  | 750  | 655  | 665  | 1 158 | 1 149 | 1 285 | 1 475 | 1 362 |

| 1856  | 1861  | 1866  | 1872  | 1876  | 1881  | 1886  | 1891  | 1896  |
| ----- | ----- | ----- | ----- | ----- | ----- | ----- | ----- | ----- |
| 1 386 | 1 425 | 1 386 | 1 253 | 1 316 | 1 198 | 1 240 | 1 375 | 1 374 |

| 1901  | 1906  | 1911  | 1921  | 1926  | 1931  | 1936  | 1946  | 1954  |
| ----- | ----- | ----- | ----- | ----- | ----- | ----- | ----- | ----- |
| 1 437 | 1 444 | 1 409 | 1 332 | 1 312 | 1 337 | 1 315 | 1 314 | 1 330 |

| 1962  | 1968  | 1975  | 1982  | 1990  | 1999  | 2005  | 2006  | 2010  |
| ----- | ----- | ----- | ----- | ----- | ----- | ----- | ----- | ----- |
| 1 372 | 1 450 | 1 613 | 1 853 | 2 143 | 2 277 | 2 267 | 2 245 | 2 233 |

| 2015  | 2020  | 2022  | - | - | - | - | - | - |
| ----- | ----- | ----- | - | - | - | - | - | - |
| 2 343 | 2 290 | 2 301 | - | - | - | - | - | - |

Jusqu'en 1820, les chiffres utilisés pour le graphique ne comprennent pas la population de Notre-Dame-de-Varengeville.

### Sports et loisirs
- Stade Rémi Morel, utilisé par le club de football de l' ASSPV et par le club de polo-vélo des Pédales Varengevillaises
- Terrains de tennis intérieur, utilisé par le Tc Saint-Pierre-de-Varengeville
- Terrains de tennis extérieur, ouverts à tous
- City stade

## Économie

### Entreprises et commerces
- Assurances Matmut.

## Culture locale et patrimoine

### Lieux et monuments
- Camp du Catelier[32], site archéologique de l'Antiquité.
- Église Saint-Pierre[33],[34] œuvre de 1861 due à Jacques-Eugène Barthélémy.
- Château[35] , dû à l'architecte Lucien Lefort, pour le compte du peintre Gaston Le Breton, achevé en 1898. Aujourd'hui propriété de la Matmut, c'est le centre d'art contemporain Matmut pour les arts.
- Château du Bourg-Joly.
- Chapelle Saint-Gilles[36].
- Chapelle Sainte-Thérèse-de-l'Enfant-Jésus[37] (1925), au Paulu.
- Chapelle Sainte-Anne, à la Fontaine (transformée en habitation).
- Monument aux morts dû à Alphonse Guilloux et Eugène Fauquet.

### Personnalités liées à la commune
- Gaston Le Breton (1845-1920), conservateur de plusieurs musées à Rouen, propriétaire à Saint-Pierre-de-Varengeville
- Martial Murray, compositeur et musicien, habite Saint-Pierre-de-Varengeville.

## Pour approfondir